# Агенция за национална сигурност
Агенцията за национална сигурност (на английски: National Security Agency или Central Security Service, съкратено като NSA / CSS) е разузнавателна организация на САЩ. Тя е най-голямата, най-скъпо оборудваната и технологично най-напредналата разузнавателна агенция на планетата.
Създадена като единица за разшифроване на кодирани съобщения през Втората световна война, през ноември 1952 г. президентът Труман официално я трансформира в сегашната агенция. Оттогава тя е най-голямата държавна агенция за събиране на разузнавателна информация по отношение на персонала и бюджета , действаща под юрисдикцията на Министерството на отбраната и докладваща на директора на Националното разузнаване.
Дейността на Агенцията остава дълго време секретна за широката публика до разобличенията, направени от Едуард Сноудън през 2013 г.

## История

### Военен предшественик
Началото на агенцията може да се проследи до 28 април 1917 г., три седмици след като американският конгрес обявява война на Германия през Първата световна война. Отделът за кодиране и разшифроване на кодове бива основан като кабелна и телеграфна секция, известна още като Бюро по шифроване и Клон на военното разузнаване, Секция 8 (MI-8). Тя е със седалище във Вашингтон и е част от военните действия в рамките на изпълнителната власт без пряко упълномощаване от Конгреса. По време на войната се мести в организационната схема на армията на няколко пъти. На 5 юли 1917 г. Хърбърт О. Ярдли бива назначен за ръководител на отдела. По това време той се състои от Ярдли и двама цивилни чиновници. Той поема и функциите за анализ на криптирани съобщения на флота през юли 1918 г. Първата световна война приключва на 11 ноември 1918 г. и отделът се мести в Ню Йорк на 20 май 1919 г., където продължава разузнавателната си дейност като Компания за събиране на кодове под управлението на Ярдли.

### Виетнамска война
През 1960 г. АНС изиграва ключова роля в разширяване на американския ангажимент във Виетнамската война чрез осигуряване доказателства за атаката на Северен Виетнам по американския разрушител Мадокс по време на инцидента в залива Тонкин. Тайна операция под кодовото име „MINARET“ (Минаре) е създадена от АНС да следи телефонните разговори на сенаторите Франк Чърч и Хауърд Бейкър, както и на други важни лидери работещи в защита на гражданските права, включително Мартин Лутър Кинг и известни американски журналисти и атлети, които критикуват Виетнамската война.

## Организационна структура
АНС е ръководена от Директора на Агенцията за национална сигурност (DIRNSA), който също служи като началник на Централната служба за сигурност (CHCSS) и е командир на Американското кибернитично командване (USCYBERCOM). Директорът на АНС е най-високопоставения военен служител на тези организации. Той получава помощ от заместник-директор, който е най-високопоставеният цивилен в АНС. АНС също има главен инспектор (OIG), главен съветник, началник на Кабинета на главния съветник (OGC) и Директор по съгласията, който е началник на Кабинета на директора по съгласията (ODOC). 

### Сегашна структура
АНС има около десетина дирекции, които са обозначени с букви, въпреки че не всички от тях са публично известни. Дирекциите са разделени на звена и сектори, които са наименувани с буквата на основната дирекция към която принадлежат следвана от номер за звеното, под звеното или под-под звеното. През 2013 г. нова информация за единиците в АНС е разкрита благодарение на строго секретни документи изтекли от Едуард Сноудън.
Основните елементи на настоящата организационна структура на АНС са следните„:
- F – Дирекция, единствено позната от единица F6, Специалната служба по събиране на данни (SCS), която е съвместна програма създадена от ЦРУ и АНС през 1978 г. с цел да улеснява нелегални дейности като следене на компютри по целия свят, използвайки експертизата и на двете агенции. [13]
- G – Дирекция, единствено позната от единица G112, кабинетът, който управлява платформата „Senior Span“, прикрепена към шпионските самолети U2. [14]
- J – Дирекция, единствено позната от единица J2, единица за криптоложко разузнаване
- L – Монтаж и логистика
- M – Човешки ресурси
- Q – Сигурност и контраразузнаване
- R – Изследователска дирекция, която провежда изследвания в областта на сигналното разузнаване и осигуряването на информация за правителството на САЩ.[15]
- S – Дирекция по сигнално разузнаване (SID), която е отговорна за събирането, анализирането, произвеждането и разпространяването на разузнавателни сигнали. Тази дирекция е управлявана от директор и заместник-директор. SID се състои от следните подразделения:
  - S1 – Връзки с клиентите
  - S2 – Анализиращи и производствени центрове, със следните т.нар. „продуктови линии“:
    - S2A: Южна Азия
    - S2B: Китай и Корея
    - S2C: Интернационална сигурност
    - S2E: Близкият изток / Азия
    - S2F: Интернационална престъпност
    - S2G: Борба с разпространението
    - S2H: Русия
    - S2I: Борба с тероризма
    - S2J: Оръжия и пространство
    - S2T: Настоящи заплахи

  - S3 – Придобиване на данни, с тези поделения за основните програми за събиране на данни
    - S31 – Криптоанализ и експлоатационни услуги (CES)
    - S32 – Операции със съобразен достъп (TAO), които хакват чуждестранни компютри за провеждане на кибер-шпионаж и според сведенията е „най-големият и може би най-важният компонент в огромната Дирекция за сигнално разузнаване на АНС, състояща се от над 1000 военни и цивилни компютърни хакери, разузнавателни анализатори, насочени към специалисти, компютърни хардуерни и софтуерни дизайнери и електроинженери.“ [16]
    - S33 – Операции с глобален достъп (GAO), които са отговорни за прихващания от сателити и други интернационални SIGINT платформи.[17] Инструментът, който в детайли и карти представя информацията събрана от тази единица, носи кодовото име „Безграничен информатор“ (Boundless Informant).
    - S34 – Център по събиране на стратегии и изисквания
- T – Техническа дирекция
- Дирекция за образование и обучение
- Дирекция за корпоративно лидерство
- Дирекция по външна политика, която действа като връзка с чуждестранни разузнавателни служби, контра-разузнавателни центрове и UKUSA[ неясно? ]-партньори.
- Дирекция по обществени поръчки и придобивки

През 2000 г., се формира ръководен екип, състоящ се от директора, заместник-директора и директорите на сигналното разузнаване (SID), осигуряването на информация (IAD) и техническата дирекция (TD). Шефовете на другите основни подразделения на АНС стават сътрудници на старшия ръководен екип. 
След като президентът Буш започва Президентската разузнавателна програма (PSP) през 2001 г., АНС създава Център по анализ на метаданни (AAD) работещ 24 часа, който анализира съдържание, интернет метаданни и телефонни метаданни. И двете единици са част от Дирекцията по сигнално разузнаване. 

## Критика
Според бивш агент от NSA, агенцията се занимава и с бързата локализация, залавяне и ликвидирането на хора чрез свръхсекретни програми, изпълнявани чрез агенти от военното разузнаване и военновъздушните сили за специални операции към тях. Това се потвърждава и от изнесени от Едуард Сноудън секретни документи , който през юни 2013 г. разкрива, че между 8 февруари и 8 март 2013 г. АНС е събрала около 124,8 билиона телефонни записа и 97,1 милиарда записа, свързани с компютърна информация от населението по света, включително Германия, Обединеното кралство и Франция. АНС прави 70,3 милиона записи на телефонни разговори от френски граждани в периода от 10 декември 2012 до 8 януари 2013 г.. Едуард Сноудън първоначално се укрива от американските власти в транзитната зона на московското летище Шереметиево, след което получава убежище в Русия.
Политикът Нилс Торвалдс разкрива през 2013, че АНС е искала от сина му, Линус, да постави „задна вратичка“ (вид компютърна уязвимост) в системата на основния компонент на операционната система GNU/Linux.
В началото на юни 2013 г. в пресата излиза информация, че NSA имат достъп до сървърите на девет от най-големите американски интернет компании като Microsoft, Apple, Yahoo, Google и Facebook, за да следят дейността на чуждестранни граждани.